# 华阴公主
华阴公主（?—?），中国南北朝北魏公主，魏道武帝之女。

## 生平
华阴公主的母亲是宣穆皇后刘贵人，同母弟魏明元帝拓跋嗣，嵇拔尚华阴公主，生子嵇敬。
拓跋绍弑君杀父，公主拥立明元帝有功，授嵇敬大司马，封长乐王。
神瑞二年（415年），秋谷不登，太史令王亮、苏坦通过华阴公主劝明元帝迁都鄴城，可救今年之饥。明元帝问崔浩，崔浩反对。公主去世后，在太祖庙垣后别立公主庙。

## 家庭

### 父母
- 拓跋珪，魏道武帝。
- 刘氏，宣穆皇后，刘眷之女，天赐四年（409年）因子贵母死制度被赐死。

### 同母兄弟
- 拓跋嗣，魏明元帝。

### 异母兄弟
- 拓跋绍，北魏征南大将军、清河王。
- 拓跋熙，北魏阳平王。
- 拓跋曜，北魏河南王。
- 拓跋脩，北魏河间王。
- 拓跋处文，北魏长乐王。
- 拓跋连，北魏广平王。
- 拓跋黎，北魏京兆王。
- 拓跋浑，早逝，无后。
- 拓跋聪，早逝，无后。

### 丈夫
- 嵇拔，官至尚书令，封任城公。

### 子
- 嵇敬，长乐王，拜大司马、大将军。

## 资料
- 《北史 卷一十三 列传第一 后妃上》
- 《北史 卷二十一 列传第九》
- 《北史 卷二十五列传第十三》
- 《魏书 志第十 礼四之一》